# 上峰タクシー
有限会社上峰タクシー（かみみねタクシー）は、佐賀県三養基郡上峰町に本社を置く企業。元はタクシー事業者であったが、タクシー事業からはすでに撤退しており、佐賀県バス・タクシー協会には乗合バス事業者として会員登録している。上峰町から委託を受けてコミュニティバス「のらんかい」を運行している。

## のらんかい
上峰町は南北に細長い町域を持つが、公共交通機関は長らく中央部を東西に走る西鉄バス（久留米市 - 吉野ヶ里町 - 佐賀市）しかなく、町内の移動が不便であった。これを解消するため、2000年4月3日から町内を巡回する通学福祉バス「のらんかい」が運行開始した。愛称「のらんかい」は町民からの公募による。現在の運行形態となったのは2019年3月25日からであり、「通学バス」「乗合タクシー」「巡回バス」の3種類が運行されている。
車両は上峰小学校そばの「すぱーく上峰」駐車場に留置されており、定期券の発行や乗合タクシーの受付などを行うオペレーター室も「すぱーく上峰」の管理棟内に設置されている。

### 通学バス

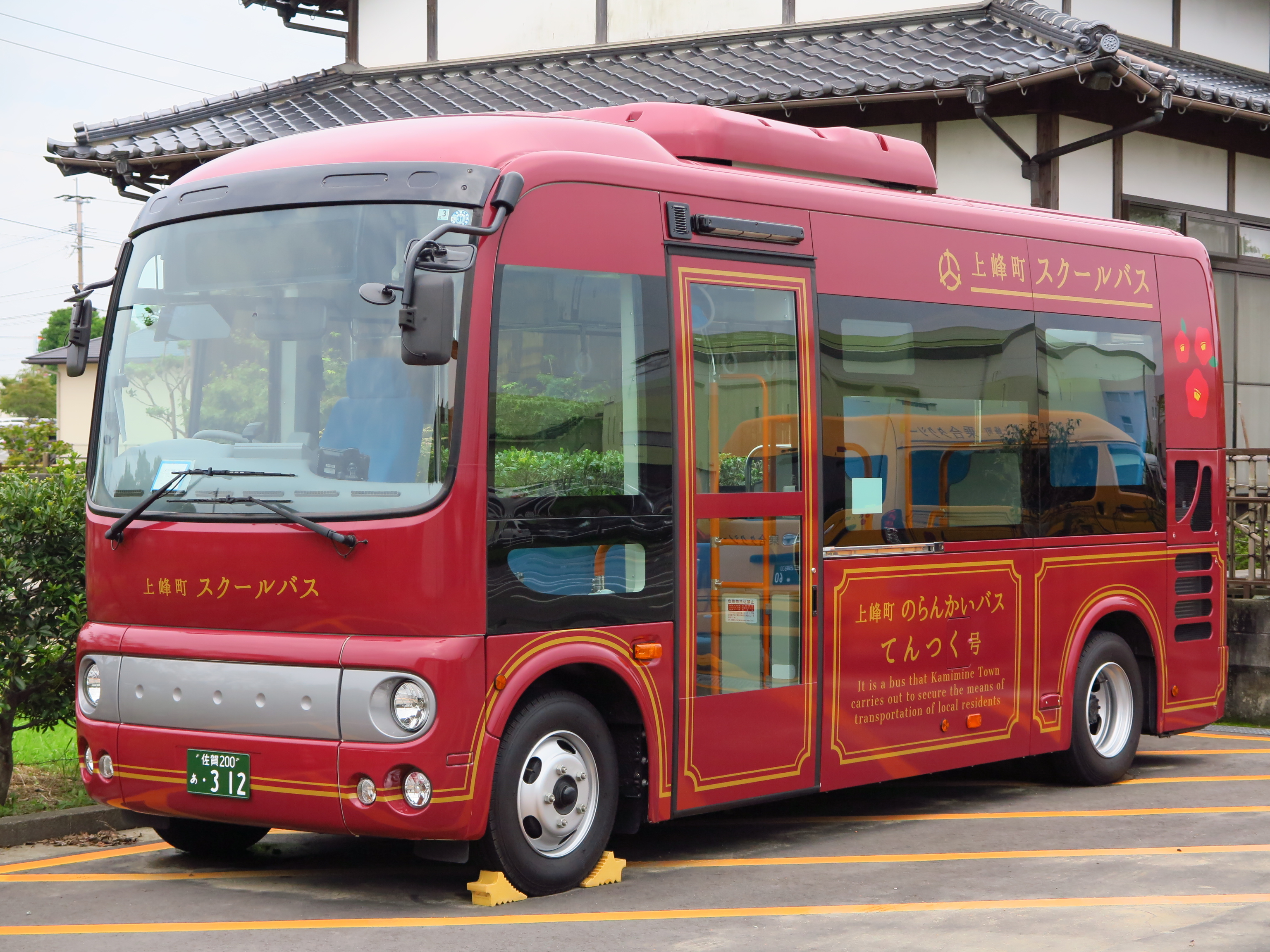
上峰町巡回バス「のらんかい」用 日野・ポンチョ

通学バスは北回りと南回りの2路線があり、町内の小中学生のみ利用できる。上峰小学校と連携し、登下校時間に合わせて運行されている。平日朝夕のみ運行。
- 北まわり
  - 登校1 - 堤地蔵前→農村婦人の家→中の尾団地→中の尾団地集会所前→西新団地→すぱーく上峰
  - 登校2 - 屋形原→鳥越公民館前→グリーンレイクタウン→塚原→舟石公民館前→すぱーく上峰
  - 下校 - すぱーく上峰→（登校1の逆順）→堤地蔵前→屋形原→（登校2と同経路）→舟石公民館前
    - 登校1は主に長崎本線以南、登校2はそれより北側を周回する。下校は登校1と登校2を組み合わせた経路。
- 南まわり
  - すぱーく上峰→野間口集会所前→上米多西線北→浮立の里米多団地→井柳三叉路→坊所新村多目的集会所前→八枚上田→江越→碇公民館前→多目的研修集会施設前→江迎公民館前→九丁分公民館前→九丁分北→すぱーく上峰
    - 登下校共に同経路。逆順などの設定はない。登校便は野間口集会所前まで回送、下校便は九丁分北から回送。
- 料金
  - 1回50円。各種障害者手帳保有者は無料。
  - 定期券は1か月1800円、3か月4800円。6か月券は設定されていない。
  - 回数券は20枚綴りで販売価格900円。

### 乗合タクシー

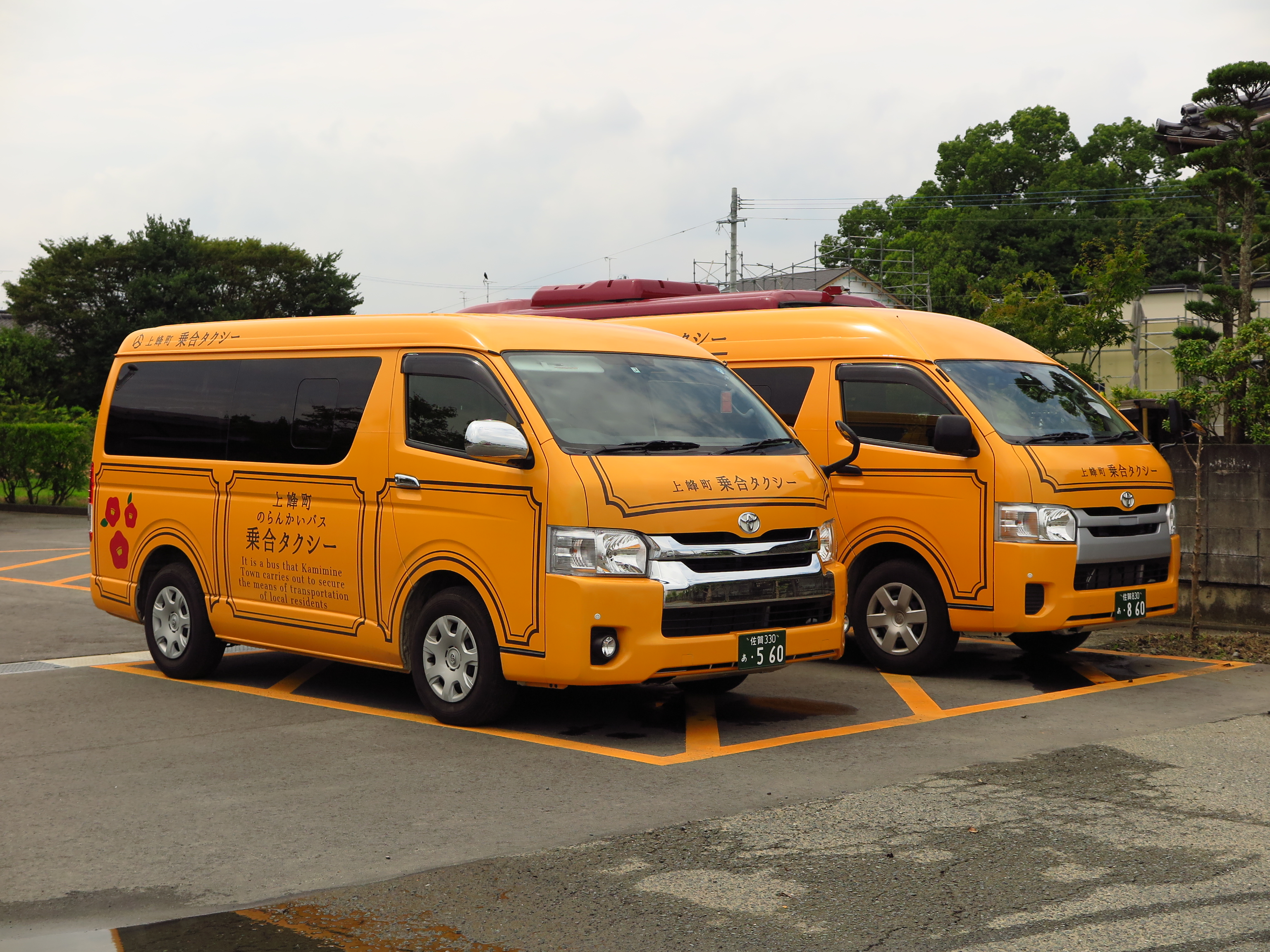
上峰町乗合タクシー「のらんかい」用 トヨタ・ハイエース

乗合タクシーは電話およびファックスによる予約に応じて利用者の自宅と指定施設を結ぶ。指定施設同士を結ぶ利用はできない。町内の公共施設、医療機関、商業施設など41か所が発着点として指定されている。8時から17時の間に8回運行される。登録した上峰町民のみ利用可能で、利用するにはオペレーター室または役場で利用登録票を提出する必要がある。
- 料金
  - 1回300円。ただし運転経歴証明書所持者は150円、65歳以上は120円、小中学生は100円。各種障害者手帳保有者、および保護者に同伴された未就学児は無料。
  - 定期券は1か月11250円、3か月20250円、6か月22500円。ただし運転経歴証明書所持者はこの半額、65歳以上は6割引。
  - 回数券は20枚綴りで販売価格4800円。ただし運転経歴証明書所持者は同2400円、65歳以上は同1920円。

### 巡回バス

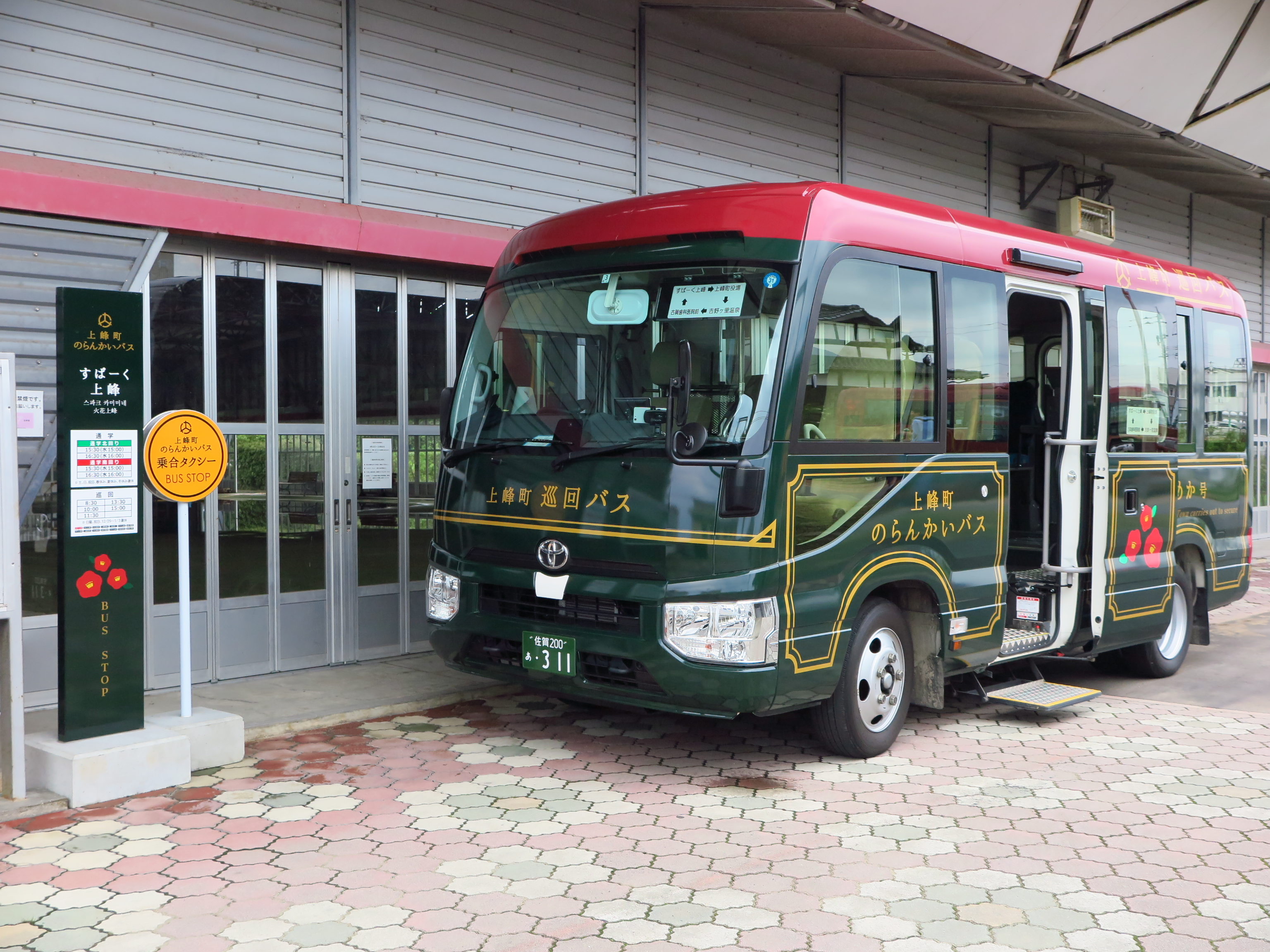
上峰町巡回バス「のらんかい」用 トヨタ・コースター

通常の乗合バス形式で運行され、上述の通学バスや乗合タクシーと異なり、利用に係わる制限はない。町中央部の主要施設を巡回する。
- 巡回バス
  - すぱーく上峰→【A[注 1]】→平井内科→トライアル上峰店→吉野ヶ里温泉→農村婦人の家→古賀歯科医院→トライアル上峰店→吉野ヶ里温泉→【B[注 2]】→すぱーく上峰
    - 月曜日 - 土曜日に1日5便運行。西鉄バスとの乗換は、トライアル上峰店から神埼線（40番：佐賀 - 目達原 - 久留米）の都紀女加王墓前、古賀歯科医院前から鳥栖 - 神埼線（43番）の切通しが案内される。
- 料金
  - 1回100円。各種障害者手帳保有者、および保護者に同伴された未就学児は無料。
  - 定期券は1か月3750円、3か月6750円、6か月7500円。
  - 回数券は20枚綴りで販売価格1800円。運転経歴証明書所持者は初回のみ無料で40枚配布される。

### 車両
通学バス用に2台（日野・ポンチョ）、乗合タクシー用に2台（トヨタ・ハイエースコミューター）、巡回バス用に1台（トヨタ・コースター）在籍する。

### 2019年以前

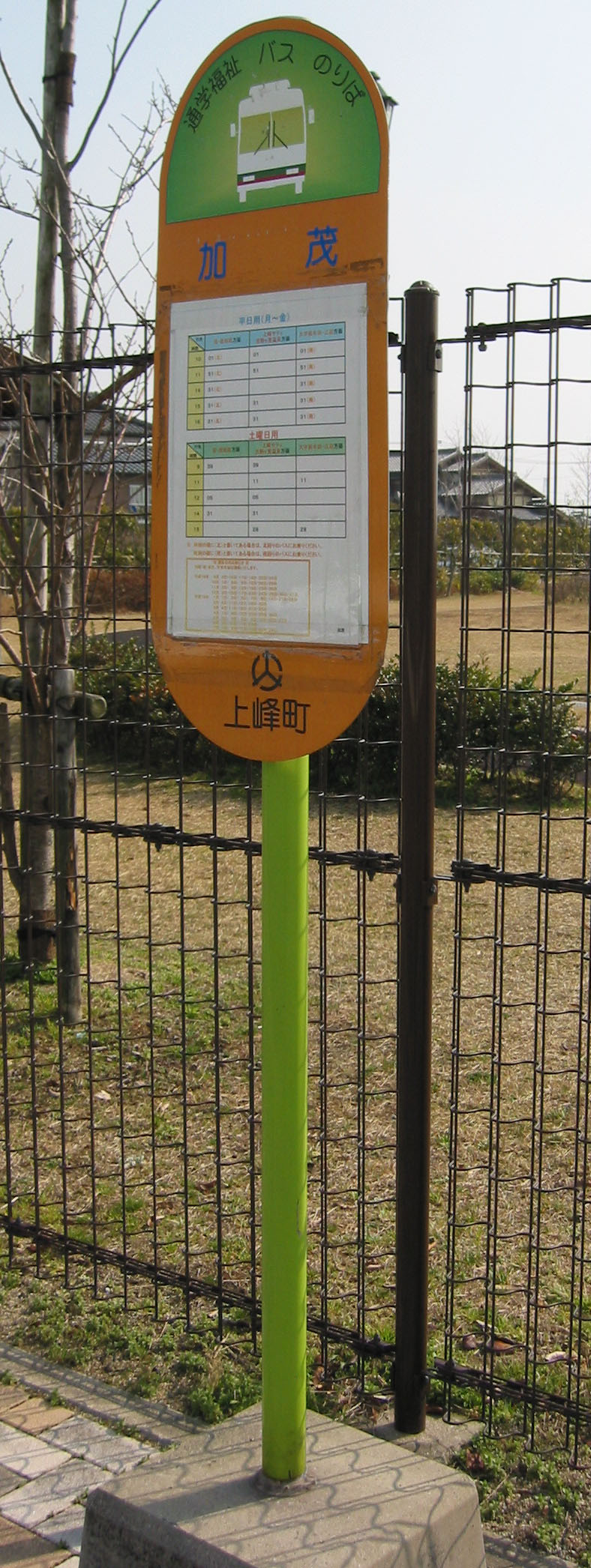
バス停

当時は「通学福祉バス『のらんかい』」という名称で運行されており、中型バス2台を使用し、北回りと南回りの2路線で運行していた。1日100人程度の利用があったが、そのほとんどが上峰小学校の児童であり、時間帯によってはほとんど利用がなかった。このため、上峰町は2017年10月をめどにデマンド型公共交通への転換を計画していたが、最終的には前述の通り3種類の運行形態に再編された。
平日は北回り・南回りそれぞれ7便、土曜は北回りと南回りを組み合わせた専用ダイヤで6便運行していた。停留所はすぱーく上峰などの公共施設を始めとする町内40か所に設置されていた。便毎に停車パターンが異なっていたため、基本ルートを冒頭に示し、詳細なルートを後述する。
北回り線 - 町南部の前牟田地区と北部の堤地区を、役場のある坊所地区を経由して結ぶ路線。下津毛交差点 - 鳥越公民館前では主に県道133号と県道46号を通行するが、途中で脇道にそれた集落も経由する。
- 老人福祉センター前 - すぱーく上峰 - 上峰町役場前 - 三上公民館西 - イオン上峰店前 - （無停車） - 鳥越公民館 - 塚原 - 堤地蔵前 - 舟石公民館前 - 中の尾団地集会所前 - 下津毛交差点 - イオン上峰店前 - 三上公民館西 - 上峰町役場前 - すぱーく上峰 - 老人福祉センター前
  - 第1便 - すぱーく→（無停車）→鳥越公民館→（各駅停車）→堤地蔵→（無停車）→すぱーく→（回送）→舟石公民館→（各停）→中の尾団地→（無停車）→すぱーく
  - 第2便 - すぱーく→役場→（無停車）→鳥越公民館→（各駅停車）→老人福祉センター前
  - 第3便 - 基本ルートで運行。
  - 第4便 - 基本ルート（逆順）で運行。
  - 第5便 - 鳥越公民館まで第4便と同経路、鳥越公民館の次は加茂（老人福祉センター前の隣の停留所）に停車する。
  - 第6便 - 第5便と同経路。
  - 第7便 - 鳥越公民館前まで第4便と同経路、鳥越公民館前の次はすぱーくに停車し終点。

南回り線 - 町南部の前牟田、江迎地区と坊所地区を結ぶ路線。坊所地区→前牟田地区→江迎地区→坊所地区を1度ずつ循環しながら運行する。ふるさと学館前に停車するのは第2便と第5便のみ。
- 老人福祉センター前 - すぱーく上峰 - 上峰町役場前 - イオン上峰店前 - 三上公民館西（ - ふるさと学館前） - 下坊所 - 上米多西線北または上米多公民館前 - 井柳三叉路 - 老人福祉センター前 - 碇公民館前 - 九丁分公民館前 - 九丁分北 - 上峰町役場前 - すぱーく上峰 - 三上公民館西 - イオン上峰店前 - 上峰町役場前 - すぱーく上峰 - 老人福祉センター前
  - 第1便 - すぱーく→（無停車）→上米多西線北→（各駅停車）→九丁分北→（無停車）→すぱーく上峰
  - 第2便 - すぱーく→役場→ふるさと学館前→下坊所→上米多公民館前→（各駅停車）→イオン上峰→（無停車）→加茂→福祉センター前
  - 第3便 - 基本ルート（逆順）で運行。上米多公民館前経由。
  - 第4便 - 基本ルートで運行。ただし2回目すぱーくと役場は通過。上米多公民館前経由。
  - 第5便 - 基本ルート（逆順）で運行。ただし2回目のすぱーくと役場は通過。上米多西線北経由。ふるさと学館前の次は役場に停車（3回目のすぱーくは通過）する。
  - 第6便 - 九丁分北まで第4便と同経路（ただし第6便は上米多西線北経由）。九丁分北の次は加茂に停車する。
  - 第7便 - 上米多西線北まで第5便と同経路。上米多西線北の次はすぱーくに停車し終点。

土曜ダイヤ - 第1便と2便、3便と4便、5便と6便が連続運行である。
- 第1便 - すぱーく上峰→（南回り第2便・すぱーく2回目までと同経路）→すぱーく上峰
- 第2便 - すぱーく上峰→老人福祉センター前→上峰町役場前→（北回り第3便・役場より先と同経路）→老人福祉センター前
- 第3便 - 老人福祉センター前→すぱーく上峰→上峰町役場前→三上公民館西→イオン上峰店前→九丁分北→（土曜第1便・すぱーく - 九丁分北の逆順）→すぱーく上峰
- 第4便 - すぱーく上峰→（第2便と同経路）→老人福祉センター前
- 第5便 - 老人福祉センター前→（北回り第4便と同経路）→すぱーく上峰
- 第6便 - すぱーく上峰→老人福祉センター前→上米多公民館前→（第1便と同経路・ただし福祉センターと役場は通過）→すぱーく上峰

運賃
- 中学生以上100円、小学生50円。幼児や各種障害者手帳所持者は無料。
- 小学生（50円）は回数券があった。

車両
- 専用のワンステップバスにて運行されていた。
  - 日産ディーゼル・RN、三菱ふそう・エアロミディMJ（各1台）。

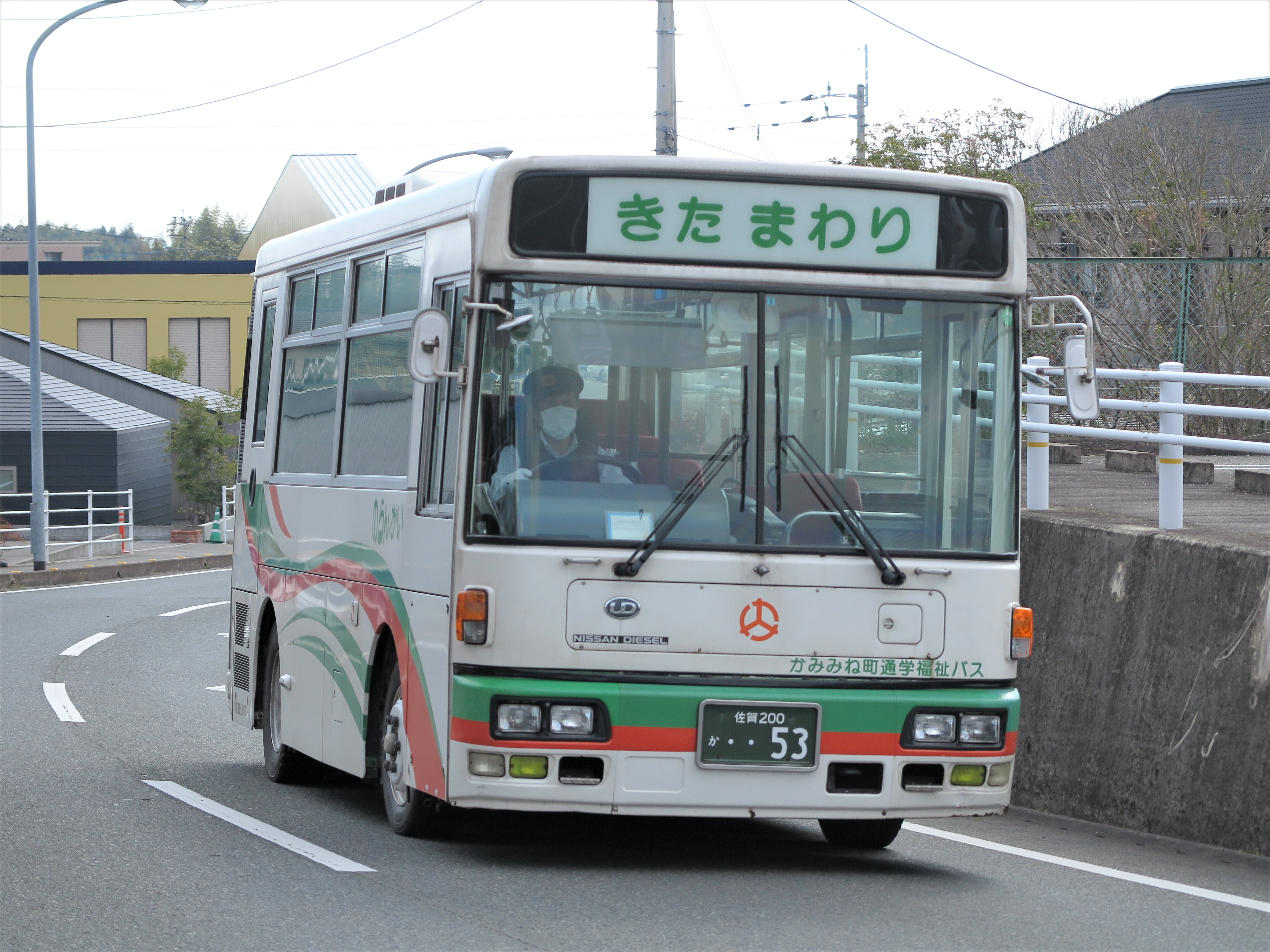
北回り専用車（RN）
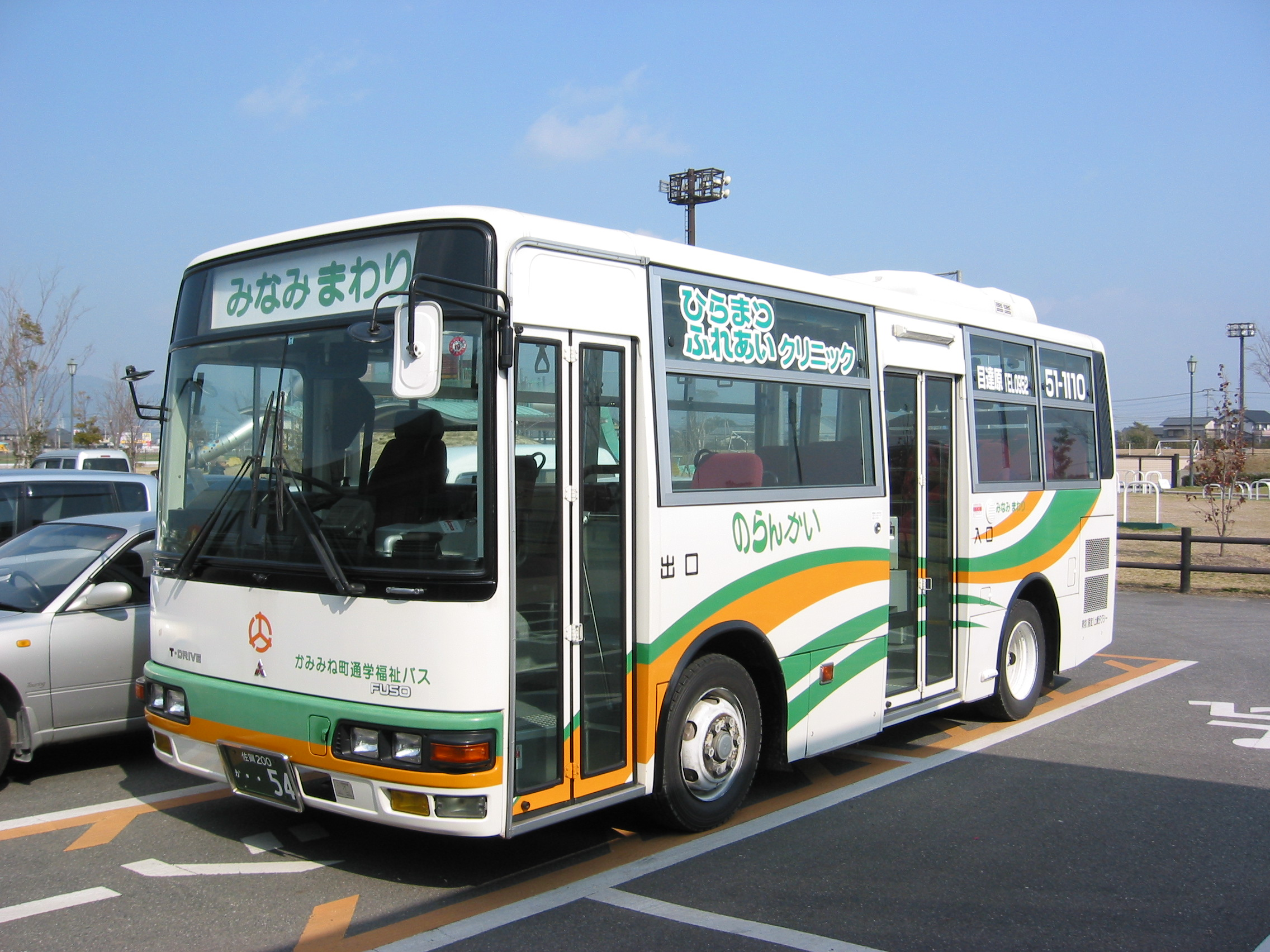
南回り専用車（エアロミディMJ）